# Les Ailes du dragon
Les Ailes du dragon est une série télévisée d'animation franco-canadienne en 26 épisodes de 24 minutes, créée d'après la bande dessinée Sous le ciel du dragon (Une aventure de Yves Sainclair) de Claude Moliterni et Patrice Serres. 
La série est réalisée par Bernard Deyriès et diffusée d'abord au Québec à partir du 4 septembre 1999 sur Canal Famille, puis en France à partir du 26 septembre 1999 sur Arte. Elle est rediffusée sur France 3 (2001), Festival (2004) et Ma planète (2007).

## Synopsis
À la fin de la Première Guerre mondiale, Yves Saint-Clair, un pilote d'avion aguerri, quitte l'Europe et se rend en Chine. Il y retrouve Paul Blanchard, un vieil ami, qui souhaite créer une entreprise de transport aérien. Le pays est alors en pleine guerre civile et est dominé par des organisations criminelles. Les deux protagonistes sont accompagnés de Tcheou, un jeune Chinois qu'ils ont sauvé d'une triade, et qui va leur apporter son aide, en tirant profit de sa connaissance du pays. Face à eux, Ulrich Von Prach est résolu à tout faire pour déjouer les projets de Saint-Clair et de ses alliés.

## Voix québécoises
- Pierre Auger
- Élise Bertrand
- Robert-Pierre Côté
- Nathalie Ducharme
- Gilbert Lachance
- Jean-Marie Moncelet
- Luc Morissette
- Daniel Pilon : Yves Saint-Clair, Blanchard
- Pascal Rollin
- Ariane-Li Simard-Côté : Lin
- Anne Bédard
- Luis de Cespedes
- Sébastien Dhavernas
- Yvan Ducharme
- Frédéric Millaire-Zouvi
- Jean-Luc Montminy
- Marina Orsini : Nogett
- Toby Robinow
- François Sasseville
- Alain Zouvi

## Liste des épisodes
1. Noirs desseins
2. Le bout du rouleau
3. La Cité interdite
4. Fumée de rêve
5. La femme pirate
6. Circuit fermé
7. Ombres chinoises
8. L'échappée belle
9. La face du dragon
10. L'affaire Borodine
11. La croisière jaune
12. La passe du diable
13. Les anges gardiens
14. Courrier postal
15. La longue traque
16. Le zeppelin maudit
17. L'ombre de Yanwang
18. Le masque du démon
19. Le grand cirque
20. Une mère très supérieure
21. Le grand raid
22. Le dragon enroulé
23. Le retour de Fu Manchu
24. Opération M-G10
25. Huang le Grêle
26. Le Bouddha de lumière[2]

## Sortie en DVD
- Les Ailes du dragon - L'intégrale (2 mai 2007) (ASIN B000PY4XDQ)